# Hvalfjarðarsveit
Hvalfjarðarsveit es un municipio de Islandia. Se encuentra en la zona sur de la región de Vesturland y en el condado de Borgarfjarðarsýsla. 

## Población y territorio
Tiene un área de 482 kilómetros cuadrados. Su población es de 617 habitantes, según el censo de 2011, para una densidad de 1,42 habitantes por kilómetro cuadrado. 